# Enclave des papes

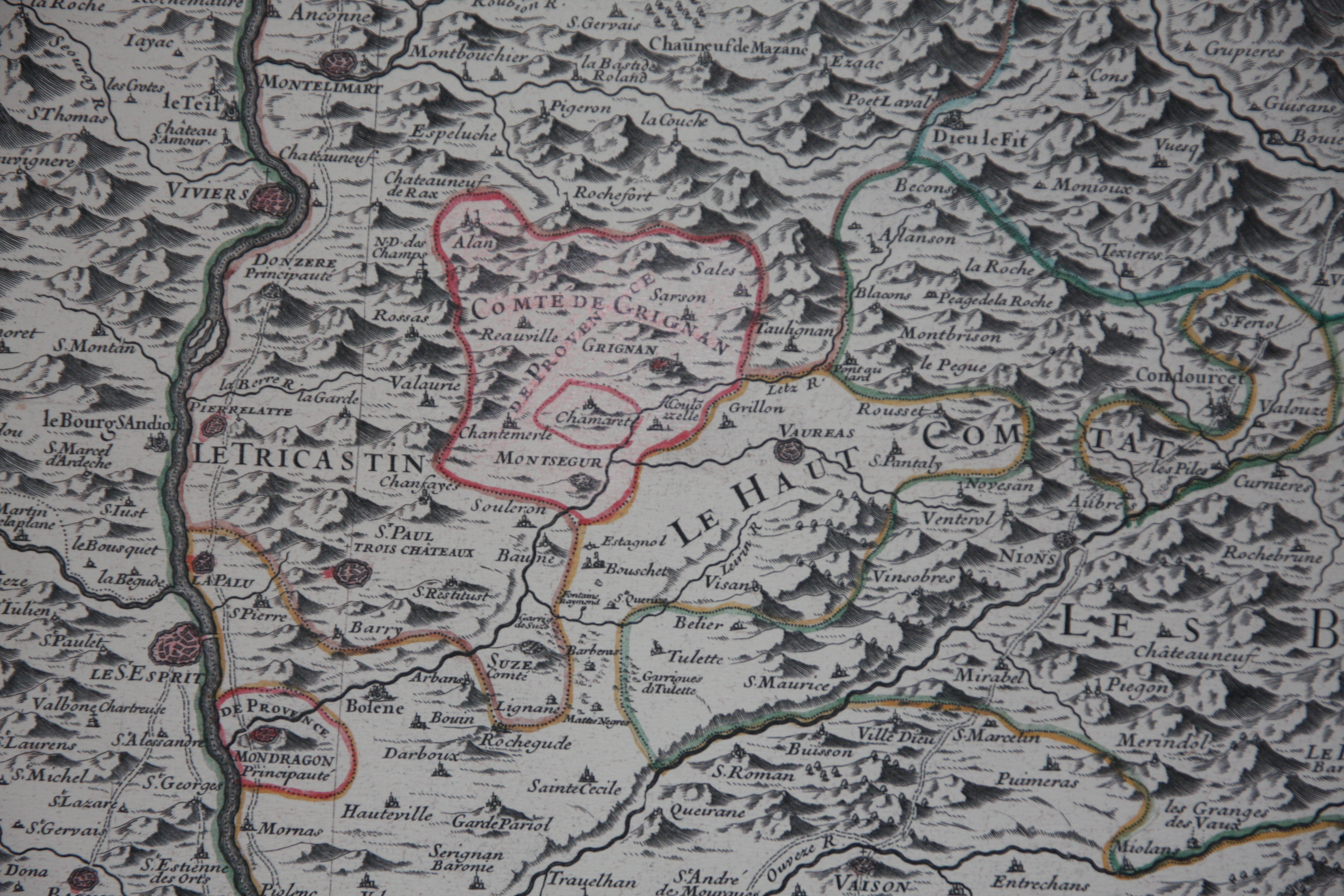
Kaart van de vier dorpen van de Enclave des papes

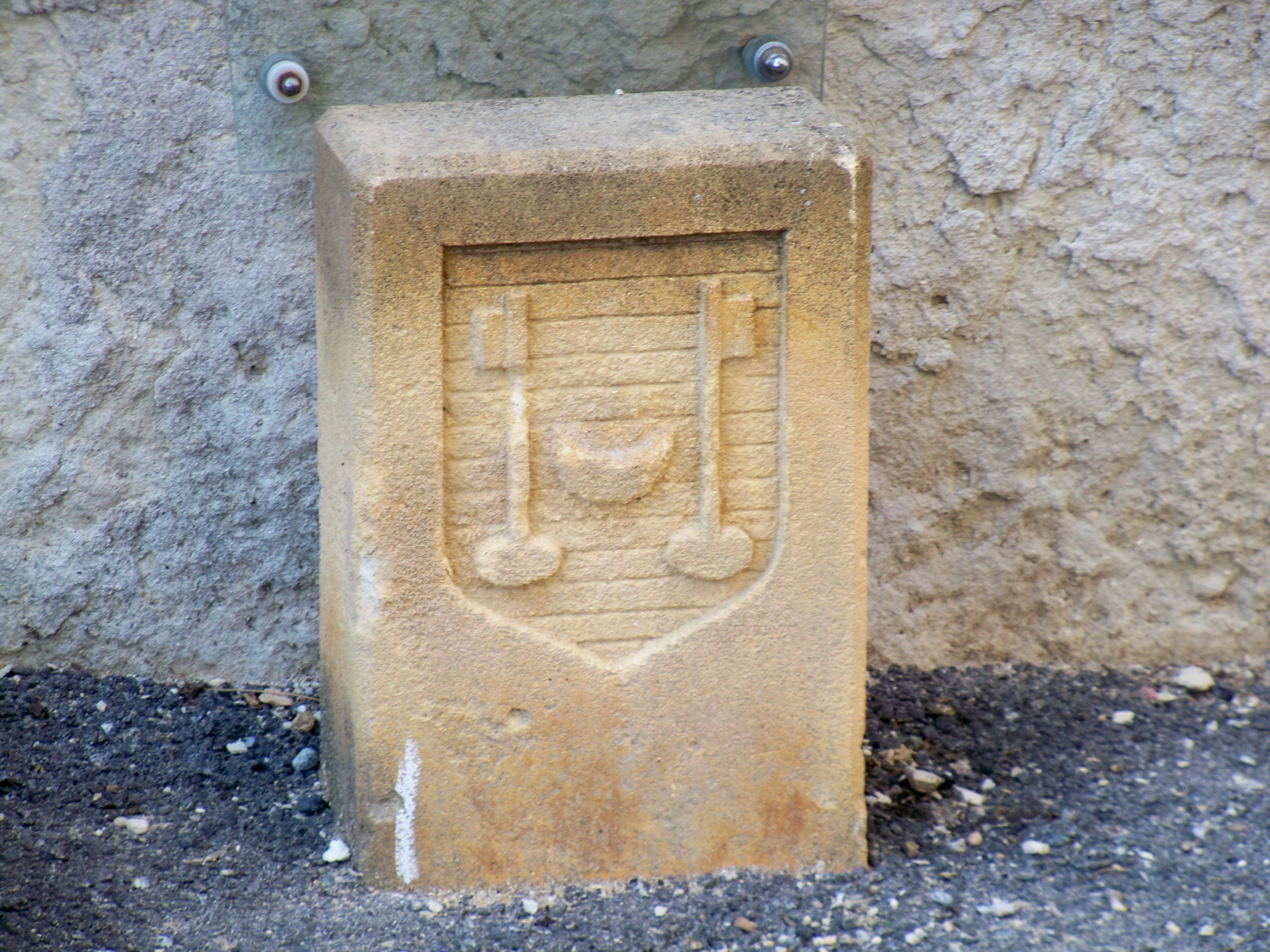
Borne papale

De Enclave des papes of Enclave der pausen was een stukje pauselijk grondgebied (1317-1791) in het prinsdom Dauphiné, een prinsdom dat vanaf 1349 toebehoorde aan het koninkrijk Frankrijk. Het gebied van vier dorpen was met andere woorden een exclave van de pauselijke staat Comtat of een enclave in het koninkrijk Frankrijk.
Sinds 1791 bestaat de entiteit nog steeds als het kanton Valréas met de gemeenten Valréas, Grillon, Richerenches en Visan, een exclave van het departement Vaucluse of enclave in het departement Drôme.

## Historiek
Paus Johannes XXII was de tweede paus die in Avignon verbleef. Na zijn uitverkiezing in Lyon (1316) werd hij ziek (1317). Op zijn reisweg naar Avignon dronk Johannes XXII wijn uit het dorp Valréas, gelegen in het prinsdom Dauphiné. Hierna was hij snel genezen en hij vond de wijn uit Valréas geneeskrachtig en zelfs miraculeus. Paus Johannes XXII kocht Valréas af van de Dauphin van Vienne (1317). Dit paste verder in een expansiepolitiek van de pausen om de pauselijke staat noordwaarts uit te breiden.
In 1320 kocht Johannes XXII het naburige dorp Richerenches van de Hospitaalridders van Sint-Jan. De Hospitaalridders hadden zich meester gemaakt van de Commanderie van Richerenches in 1312; tot dan was het eigendom van de Tempeliers. In 1312 schafte paus Clemens V de Tempeliers af tijdens het Concilie van Vienne. Clemens’ opvolger Johannes XII kocht dus het voormalige Tempeliersdomein op. Hij liet Richerenches verder verkommeren doch het vergrootte wel het gebiedje van Valréas. Het derde dorp Visan werd opgekocht in 1344.
In 1349 annexeerde Frankrijk het prinsdom Dauphiné. Hiermee bevond de pauselijke enclave zich dus in Frans grondgebied. De pauselijke aanwezigheid in Frankrijk was meer psychologisch van tel dan strategisch. De koningen van Frankrijk blokten elke verdere expansie af. Nochtans kon de paus nog een vierde en laatste dorp opkopen in 1451: Grillon. Tussen de Enclave des papes en de Comtat lag een kleine strook Frans grondgebied, niet breder dan een weiland. De koningen van Frankrijk hebben steeds elke connectie tussen de Enclave des papes en de Comtat verhinderd.
De Enclave des papes werd in de 16e eeuw aangegeven met grenspalen gemaakt uit steenblokken. Deze werden bornes papales genoemd. De grensblokken waren 1,5 meter hoog en 30x40 cm in doorsnede. Aan de ene zijde stond het wapenschild van de Comtat (paus) en aan de andere zijde van de Dauphiné (koning). 
In 1791, na de Franse Revolutie, werd de pauselijke staat Comtat afgeschaft en deze ging over van het Heilige Roomse Rijk naar Frankrijk. De Enclave des papes leefde vanaf 1800 verder als het kanton Valréas, genoemd naar het belangrijkste dorp Valréas.

## Fietstocht
De toeristische dienst van de streek raadt een cirkelvormige fietscircuit aan om de resterende 22 grensblokken of bornes papales te bekijken. Het parcours is tien kilometer lang.

## Geboren in de Enclave des papes
De volgende personen zijn geboren in de Enclave des papes toen deze nog onder pauselijk bestuur viel:
- Graaf Jean-Sifrein Maury, aartsbisschop-kardinaal, abt en senator in de 18e-19e eeuw.
- Placide-Bruno Valayer, bisschop in de 18e-19e eeuw.